# Консервы (фильм)
«Консервы» — российский кинофильм, вышедший на экраны 25 января 2007 года.

## Сюжет
Журналисту-международнику (Марат Башаров) становится известно о готовящейся высшими чинами власти продаже одной из восточных стран атомной установки, с помощью которой экстремисты смогут создать ядерную бомбу. Власть имущие подставляют пытливого репортёра, в результате чего ему предстоит отбывать срок на Крайнем Севере. На зоне он знакомится с «Солёным» (Алексей Серебряков), и они вместе с несколькими рецидивистами-смертниками совершают побег. Он ещё не знает, насколько далеко смогут зайти люди, подставившие его.

## В ролях
| Актёр              | Роль                           |
| ------------------ | ------------------------------ |
| Марат Башаров      | Игорь Давыдов                  |
| Сергей Векслер     | Кум начальник тюрьмы           |
| Александр Галибин  | Валерий Астраханцев друг Игоря |
| Анатолий Журавлёв  |                                |
| Максим Коновалов   |                                |
| Алексей Серебряков | Усольцев, Солёный              |
| Андрей Смоляков    | полковник ФСБ                  |
| Владимир Стеклов   |                                |
| Любовь Толкалина   | Ольга Сергеевна жена Игоря     |
| Николай Чиндяйкин  |                                |
| Сергей Шакуров     | Фома вор в законе              |
| Владимир Зайцев    | следователь                    |
| Николай Сморчков   | ветеран                        |
| Станислав Михин    | эпизод                         |
| Егор Кончаловский  | зэк                            |
| Максим Дрозд       | бандит                         |

- Постановщики трюков: Олег Корытин, Игорь Новоселов

## Съемки
Натура для съёмок фильма была найдена в Крыму. Лагерная зона находится в карьере Инкермана,  добыча золота в карьере вблизи Балаклавы, клуб снят в штольнях базы подводных лодок в Балаклаве. Часть эпизодов также сняты в Никитской расщелине.
В 2011 Кончаловский заметит, что "Консервы" — "не понравились никому".